# Corey Wilkes
Corey Wilkes (* 3. Juni 1979 in Chicago) ist ein US-amerikanischer Fusion- und Jazztrompeter. Er ist Mitglied der Association for the Advancement of Creative Musicians (AACM).

## Leben und Wirken
Wilkes wurde bereits als Kind wurde von Blues, R&B, Soul, Funk und Jazz beeinflusst. Mit zehn Jahren begann er auf der Trompete, die er während seiner Highschoolzeit in der Illinois All State Honors Jazz Combo spielte; anschließend studierte er am Berklee College of Music u. a. bei Tiger Okoshi. Er begann Anfang der 2000er Jahre in der Chicagoer Musikszene aufzutreten und war von 2004 bis 2006 Trompeter beim Art Ensemble of Chicago (Non-Cognitive Aspects of the City, 2004). Ferner arbeitete er in verschiedenen Projekten mit DJs wie DJ Logic, Osunlade und Josh Deep, außerdem mit Kahil El’Zabars Ascension Loft Series. Wilkes war Artist in Residence und Dozent am Jazz Institute of Chicago.
2007 nahm er mit dem Keyboarder Robert Irving III für Delmark Records sein Debütalbum Drop It auf, gefolgt von dem Quintettalbum Cries from the Ghetto (Pi Recordings, 2009, u. a. mit Junius Paul). Wilkes lebt in Chicago und spielt regelmäßig mit Ernest Dawkins, Von Freeman, Fred Anderson, Rob Mazureks Exploding Star Orchestra, dem Ethnic Heritage Ensemble, Nicole Mitchell, Roscoe Mitchell, Evan Parker (Boustrophedon 2006), Will Calhoun und James Carter. Zu hören ist er auch auf Junius Pauls Debütalbum Ism (2019).

## Diskographische Hinweise
- Corey Wilkes & Abstrakt Pulse: Cries From Tha Ghetto (Pi Recordings, 2009), mit Junius Paul, Kevin Nabors, Scott Hesse, Isaiah Spencer
- Kahil El’Zabar: America the Beautiful (2020)
- Kahil El’Zabar: A Time for Healing (2021)
- Kahil El’Zabar: Open Me: A Higher Consciousness of Sound and Spirit (2024)